# Czas retencji (hydrologia)
Czas retencji, okres retencji, czas wymiany wody – parametr stosowany w hydrologii, charakteryzujący przepływowe zbiorniki wodne, opisujący średni czas potrzebny na wypłynięcie z nich dopływającej wody.
Czas retencji jest odwrotnością wskaźnika hydraulicznego obciążenia zbiornika (współczynnika intensywności poziomej wymiany wody). Z kolei współczynnik intensywności poziomej wymiany wody to stosunek ilości wody wypływającej ze zbiornika do pojemności zbiornika. Przy obliczaniu czasu retencji nie uwzględnia się współczynnika intensywności pionowej wymiany wody, czyli stosunku parowania do pojemności, ani współczynnika intensywności całkowitej wymiany wody, uwzględniającego zarówno odpływ, jak i parowanie.
Czas retencji jest kryterium podziału zbiorników zaporowych. Im jest dłuższy, tym zbiornik zaporowy bardziej przypomina jezioro naturalne, a im krótszy, tym bardziej zachowuje cechy rzeki.
| Typ zbiornika zaporowego | Czas retencji w dobach |
| Reolimniczny             | <20                    |
| Przejściowy              | 20–40                  |
| Limniczny                | >40                    |

Przykładowy czas retencji niektórych jezior przepływowych i zbiorników zaporowych: Wigry – 2,78 roku, Jezioro Mikołajskie – 0,33 roku, Bełdany – 0,5 roku, Zbiornik Rzeszowski – 0,6 doby, Jezioro Włocławskie – 4,5 doby, Jezioro Zegrzyńskie – 8,2 doby, Jezioro Sulejowskie – 38 dób, Jezioro Czorsztyńskie – 116 dób, Jezioro Solińskie – 299 dób, Kozłowa Góra – 307 dób.